# Go-Sai
Go-Sai, född 1638, död 1685, var regerande kejsare av Japan mellan 1654 och 1663.